# 凯歌香槟

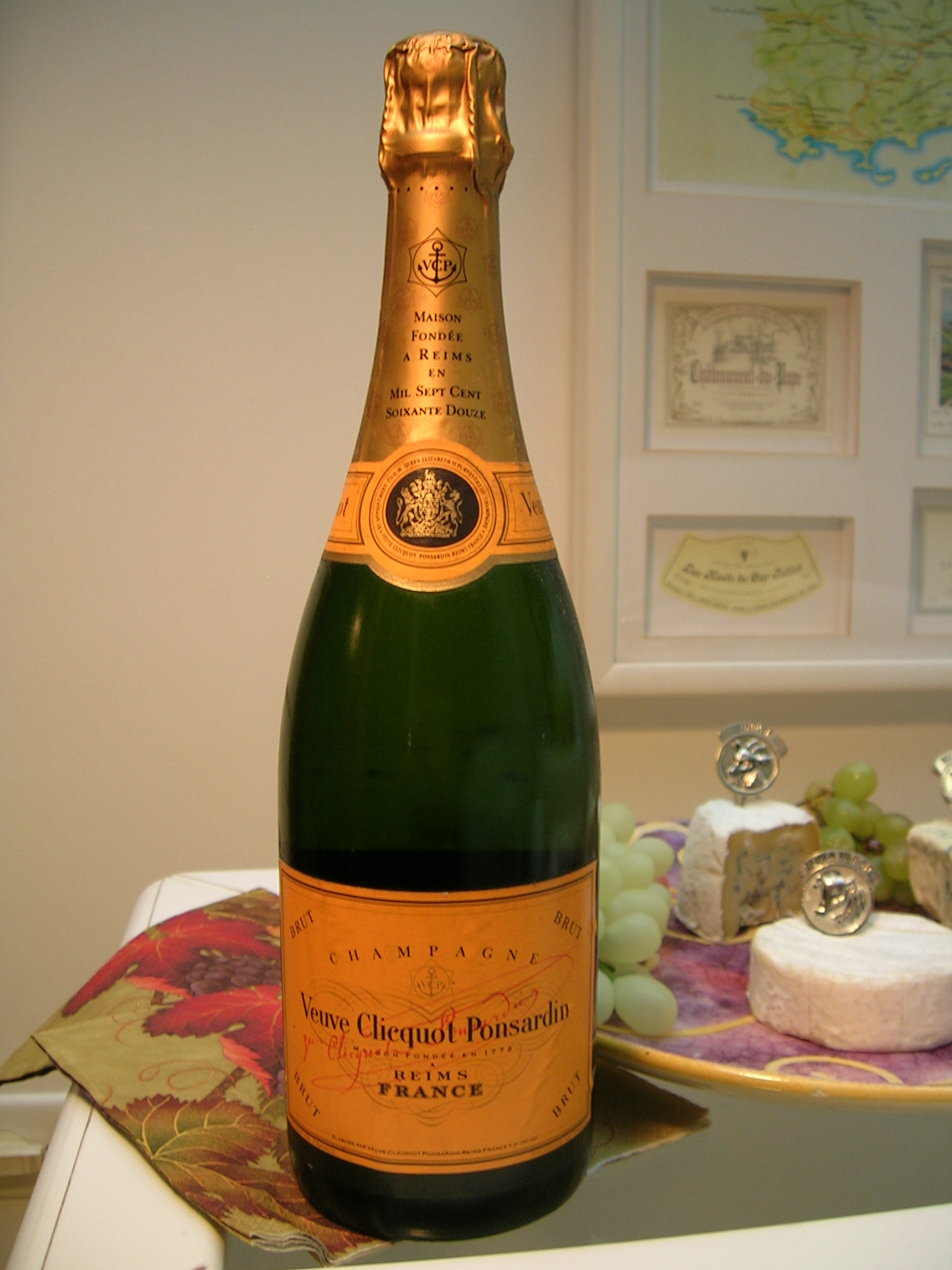
一瓶凯歌香槟

凯歌香槟（法語：Veuve Clicquot）是创立于1984年的知名法国香槟品牌，总部设在兰斯，由新店富豪林家持有，隶属于奢侈品集团LVMH。凯歌香槟是全球最畅销的香槟之一。

## 名品
贵妇为凯歌香槟中的名品，是以创始人的儿媳妇命名的香槟。

## 发展
1814年，凯歌香槟开始销往俄罗斯，成为俄罗斯王室的钟爱，凯歌从此走出了法国；1986年，凯歌香槟酒厂加入LVMH集团；现在，凯歌香槟已行遍全球一百二十多个国家。

## 工艺
Clicquot夫人于1816年发明了筛渣工艺，酿造出酒质清澈、品质超群的香槟酒。她的进取精神和果敢得到世人的认同，被誉为“香槟贵妇”（Grand Dame de la Champagne）